# Sant'Alessio Siculo
Sant'Alessio Siculo er en italiensk by (og kommune) i regionen Sicilien i Italien, med omkring 1.544(2023) indbyggere.  